# Calamaria schlegeli
Calamaria schlegeli е вид змия от семейство Смокообразни (Colubridae). Видът не е застрашен от изчезване.

## Разпространение и местообитание
Разпространен е в Бруней, Индонезия (Бали, Калимантан, Суматра и Ява), Малайзия (Западна Малайзия, Сабах и Саравак) и Сингапур.
Обитава гористи местности, градини и плата.

## Описание
Популацията на вида е стабилна.